# Lista de treinadores atuais da National Football League
Esta página mostra os atuais treinadores principais da National Football League (NFL) e seus históricos de carreira. O treinador principal mais antigo em seu time atual é Mike Tomlin, que está com o Pittsburgh Steelers desde 2007. Andy Reid é o único treinador ativo com múltiplas vitórias no Super Bowl, com três. Outros treinadores principais ativos que ganharam um Super Bowl são Tomlin, John Harbaugh, Sean McVay, Sean Payton, Pete Carroll e Nick Sirianni. Payton e Carroll são os únicos que venceram com um time anterior. Carroll é o treinador ativo mais velho, com 73 anos, enquanto o mais novo é Kellen Moore, com 36. McVay, com 30 anos, era o treinador principal mais jovem na época da contratação na história moderna da NFL e o mais jovem a ganhar um Super Bowl, aos 36.

## Treinadores
Nota: Estatísticas estão corretas até antes do inicio da Temporada da NFL de 2025.
| Equipe                | Imagem | Treinador            | Contratado | Atual Equipe      | Atual Equipe      | Atual Equipe      | Atual Equipe      | Atual Equipe | Atual Equipe | Carreira          | Carreira          | Carreira          | Carreira          | Carreira | Carreira | Conquistas com a Atual Equipe                                                                                                | Ref.          |
| Equipe                | Imagem | Treinador            | Contratado | Temporada Regular | Temporada Regular | Temporada Regular | Temporada Regular | Playoffs     | Playoffs     | Temporada Regular | Temporada Regular | Temporada Regular | Temporada Regular | Playoffs | Playoffs | Conquistas com a Atual Equipe                                                                                                | Ref.          |
| Equipe                | Imagem | Treinador            | Contratado | V                 | D                 | E                 | %V                | V            | D            | V                 | D                 | E                 | %V                | V        | D        | Conquistas com a Atual Equipe                                                                                                | Ref.          |
| --------------------- | ------ | -------------------- | ---------- | ----------------- | ----------------- | ----------------- | ----------------- | ------------ | ------------ | ----------------- | ----------------- | ----------------- | ----------------- | -------- | -------- | --- | ------------- |
| Arizona Cardinals     |        | Jonathan Gannon      | 2023       | 12                | 22                | 0                 | .353              | 0            | 0            | 12                | 22                | 0                 | .353              | 0        | 0        | | [ 1 ] [ 2 ]   |
| Atlanta Falcons       |        | Raheem Morris        | 2024       | 8                 | 9                 | 0                 | .471              | 0            | 0            | 29                | 47                | 0                 | .382              | 0        | 0        | | [ 3 ] [ 4 ]   |
| Baltimore Ravens      |        | John Harbaugh        | 2008       | 172               | 104               | 0                 | .623              | 13           | 11           | 172               | 104               | 0                 | .623              | 13       | 11       | 1 Título do Super Bowl 1 Título da AFC 6 Títulos da AFC Norte 12 Classificações aos playoffs 1 Prêmio da AP Treinador do Ano | [ 5 ] [ 6 ]   |
| Buffalo Bills         |        | Sean McDermott       | 2017       | 86                | 45                | 0                 | .656              | 7            | 7            | 86                | 45                | 0                 | .656              | 7        | 7        | 5 Títulos da AFC Leste 7 Classificações aos playoffs                                                                         | [ 7 ] [ 8 ]   |
| Carolina Panthers     |        | Dave Canales         | 2024       | 5                 | 12                | 0                 | .294              | 0            | 0            | 5                 | 12                | 0                 | .294              | 0        | 0        | | [ 9 ] [ 10 ]  |
| Chicago Bears         |        | Ben Johnson          | 2025       | 0                 | 0                 | 0                 | –                 | 0            | 0            | 0                 | 0                 | 0                 | –                 | 0        | 0        | | [ 11 ] [ 12 ] |
| Cincinnati Bengals    |        | Zac Taylor           | 2019       | 46                | 52                | 1                 | .470              | 5            | 2            | 46                | 52                | 1                 | .470              | 5        | 2        | 1 Título da AFC 2 Títulos da AFC Norte 2 Classificações aos playoffs                                                         | [ 13 ] [ 14 ] |
| Cleveland Browns      |        | Kevin Stefanski      | 2020       | 40                | 44                | 0                 | .476              | 1            | 2            | 40                | 44                | 0                 | .476              | 1        | 2        | 2 Classificações aos playoffs 2 Prêmios da AP Treinador do Ano                                                               | [ 15 ] [ 16 ] |
| Dallas Cowboys        |        | Brian Schottenheimer | 2025       | 0                 | 0                 | 0                 | –                 | 0            | 0            | 0                 | 0                 | 0                 | –                 | 0        | 0        | |               |
| Denver Broncos        |        | Sean Payton          | 2023       | 18                | 16                | 0                 | .529              | 0            | 1            | 170               | 105               | 0                 | .618              | 9        | 9        | 1 Classificação aos playoffs                                                                                                 | [ 17 ] [ 18 ] |
| Detroit Lions         |        | Dan Campbell         | 2021       | 39                | 28                | 1                 | .581              | 2            | 2            | 44                | 35                | 1                 | .556              | 2        | 2        | 2 Títulos da NFC Norte 2 Classificações aos playoffs                                                                         | [ 19 ] [ 20 ] |
| Green Bay Packers     |        | Matt LaFleur         | 2019       | 67                | 33                | 0                 | .670              | 3            | 5            | 67                | 33                | 0                 | .670              | 3        | 5        | 3 Títulos da NFC Norte 5 Classificações aos playoffs                                                                         | [ 21 ] [ 22 ] |
| Houston Texans        |        | DeMeco Ryans         | 2023       | 20                | 14                | 0                 | .588              | 2            | 2            | 20                | 14                | 0                 | .588              | 2        | 2        | 2 Títulos da AFC Sul 2 Classificações aos playoffs                                                                           | [ 23 ] [ 24 ] |
| Indianapolis Colts    |        | Shane Steichen       | 2023       | 17                | 17                | 0                 | .500              | 0            | 0            | 17                | 17                | 0                 | .500              | 0        | 0        | | [ 25 ] [ 26 ] |
| Jacksonville Jaguars  |        | Liam Coen            | 2025       | 0                 | 0                 | 0                 | –                 | 0            | 0            | 0                 | 0                 | 0                 | –                 | 0        | 0        | |               |
| Kansas City Chiefs    |        | Andy Reid            | 2013       | 143               | 53                | 0                 | .730              | 18           | 8            | 273               | 146               | 1                 | .651              | 28       | 17       | 3 Títulos do Super Bowl 5 Títulos da AFC 9 Títulos da AFC Oeste 11 Classificações aos playoffs                               | [ 27 ] [ 28 ] |
| Las Vegas Raiders     |        | Pete Carroll         | 2025       | 0                 | 0                 | 0                 | –                 | 0            | 0            | 170               | 120               | 1                 | .586              | 11       | 11       | | [ 29 ] [ 30 ] |
| Los Angeles Chargers  |        | Jim Harbaugh         | 2024       | 11                | 6                 | 0                 | .647              | 0            | 1            | 55                | 25                | 1                 | .685              | 5        | 4        | 1 Classificação aos playoffs                                                                                                 | [ 31 ] [ 32 ] |
| Los Angeles Rams      |        | Sean McVay           | 2017       | 80                | 52                | 0                 | .606              | 8            | 5            | 80                | 52                | 0                 | .606              | 8        | 5        | 1 Título do Super Bowl 2 Títulos da NFC 4 Títulos da NFC Oeste 6 Classificações aos playoffs 1 Prêmio da AP Treinador do Ano | [ 33 ] [ 34 ] |
| Miami Dolphins        |        | Mike McDaniel        | 2022       | 28                | 23                | 0                 | .549              | 0            | 2            | 28                | 23                | 0                 | .549              | 0        | 2        | 2 Classificações aos playoffs                                                                                                | [ 35 ] [ 36 ] |
| Minnesota Vikings     |        | Kevin O'Connell      | 2022       | 34                | 17                | 0                 | .667              | 0            | 2            | 34                | 17                | 0                 | .667              | 0        | 2        | 1 Título da NFC Norte 2 Classificações aos playoffs                                                                          | [ 37 ] [ 38 ] |
| New England Patriots  |        | Mike Vrabel          | 2025       | 0                 | 0                 | 0                 | –                 | 0            | 0            | 54                | 45                | 0                 | .545              | 2        | 3        | | [ 39 ] [ 40 ] |
| New Orleans Saints    |        | Kellen Moore         | 2025       | 0                 | 0                 | 0                 | –                 | 0            | 0            | 0                 | 0                 | 0                 | –                 | 0        | 0        | | [ 41 ] [ 42 ] |
| New York Giants       |        | Brian Daboll         | 2022       | 18                | 32                | 1                 | .363              | 1            | 1            | 18                | 32                | 1                 | .363              | 1        | 1        | 1 Classificação aos playoffs 1 Prêmio da AP Treinador do Ano                                                                 | [ 43 ] [ 44 ] |
| New York Jets         |        | Aaron Glenn          | 2025       | 0                 | 0                 | 0                 | –                 | 0            | 0            | 0                 | 0                 | 0                 | –                 | 0        | 0        | | [ 45 ] [ 46 ] |
| Philadelphia Eagles   |        | Nick Sirianni        | 2021       | 48                | 20                | 0                 | .706              | 6            | 3            | 48                | 20                | 0                 | .706              | 6        | 3        | 1 Título do Super Bowl2 Títulos da NFC 2 Títulos da NFC Leste 4 Classificações aos playoffs                                  | [ 47 ] [ 48 ] |
| Pittsburgh Steelers   |        | Mike Tomlin          | 2007       | 183               | 107               | 2                 | .630              | 8            | 11           | 183               | 107               | 2                 | .630              | 8        | 11       | 1 Título do Super Bowl 2 Títulos da AFC 7 Títulos da AFC Norte 12 Classificações aos playoffs                                | [ 49 ] [ 50 ] |
| San Francisco 49ers   |        | Kyle Shanahan        | 2017       | 70                | 62                | 0                 | .530              | 8            | 4            | 70                | 62                | 0                 | .530              | 8        | 4        | 2 Títulos da NFC 3 Títulos da NFC Oeste 4 Classificações aos playoffs                                                        | [ 51 ] [ 52 ] |
| Seattle Seahawks      |        | Mike Macdonald       | 2024       | 10                | 7                 | 0                 | .588              | 0            | 0            | 10                | 7                 | 0                 | .588              | 0        | 0        | | [ 53 ] [ 54 ] |
| Tampa Bay Buccaneers  |        | Todd Bowles          | 2022       | 27                | 24                | 0                 | .529              | 1            | 3            | 53                | 65                | 0                 | .449              | 1        | 3        | 3 Títulos da NFC Sul 3 Classificações aos playoffs                                                                           | [ 55 ] [ 56 ] |
| Tennessee Titans      |        | Brian Callahan       | 2024       | 3                 | 14                | 0                 | .176              | 0            | 0            | 3                 | 14                | 0                 | .176              | 0        | 0        | | [ 57 ] [ 58 ] |
| Washington Commanders |        | Dan Quinn            | 2024       | 12                | 5                 | 0                 | .706              | 2            | 1            | 55                | 47                | 0                 | .539              | 5        | 3        | 1 Classificação aos playoffs                                                                                                 | [ 59 ] [ 60 ] |
| Equipe                | Imagem | Treinador            | Contratado | V                 | D                 | E                 | %V                | V            | D            | V                 | D                 | E                 | %V                | V        | D        | Conquistas com a Atual Equipe                                                                                                | Ref.          |
| Equipe                | Imagem | Treinador            | Contratado | Temporada Regular | Temporada Regular | Temporada Regular | Temporada Regular | Playoffs     | Playoffs     | Temporada Regular | Temporada Regular | Temporada Regular | Temporada Regular | Playoffs | Playoffs | Conquistas com a Atual Equipe                                                                                                | Ref.          |
| Equipe                | Imagem | Treinador            | Contratado | Atual Equipe      | Atual Equipe      | Atual Equipe      | Atual Equipe      | Atual Equipe | Atual Equipe | Carreira          | Carreira          | Carreira          | Carreira          | Carreira | Carreira | Conquistas com a Atual Equipe                                                                                                | Ref.          |